# پرواز شماره ۶۴۳۷ هواپیمایی تابان
پرواز شماره ۶۴۳۷ هواپیمایی تابان پروازی از مبدأ آبادان به مقصد مشهد بود که در ۳ بهمن ۱۳۸۸ در فرودگاه مشهد دچار آتش‌سوزی شد و تعدادی از مسافران آن مصدوم شدند. این حادثه کشته‌ای در پی نداشت.

## شرح حادثه
هواپیما که در شامگاه شنبه سوم بهمن‌ماه ۱۳۸۸ با ۱۵۷ مسافر و ۱۳ خدمه از آبادان به سمت مشهد پرواز کرد اما به دلیل نامساعد بودن هوای مشهد موفق به فرود نشد و به همین جهت به سوی اصفهان تغییر مسیر داد و در ساعت ۳۵ دقیقه بامداد یکشنبه در فرودگاه اصفهان به زمین نشست. هواپیما پس از ۵ ساعت با ۱۷۰ سرنشین خود دوباره راهی مشهد شد که پس از ۱ ساعت و ۱۰ دقیقه به دلیل بد حالی یک بیمار قلبی و با وجود پائین بودن قدرت دید خلبان، خلبان هواپیما با مسئولیت خودش درخواست فرود اضطراری در فرودگاه شهید هاشمی‌نژاد مشهد می‌دهد. اما در حین فرود از باند فرودگاه منحرف گردید. با وجود سانحه‌ دیدن هواپیما تمامی مسافران با استفاده از سرسره‌های هواپیما از آن خارج شدند و آتش‌سوزی پس از خارج‌شدن مسافران در قسمت انتهایی هواپیما رخ داد. ۴۶ نفر از مسافران دچار شوک و استرس و آسیب‌های بدنی شدند. از میان ۳۷ مسافر مجروح، ۳۰ نفر به صورت سرپایی مداوا و مرخص شدند اما ۷ نفر از مسافران دچار شکستگی دست و پا شدند. مصدوم‌ شدن مسافران به علت پرش از بالای هواپیما و برخورد با کف باند و با یکدیگر اعلام شد. مصدومان به بیمارستان‌های کامیاب (امدادی) و امام رضای مشهد منتقل شدند. در این حادثه یک سوم هواپیما از هم جدا شد.
به گفتهٔ مدیرکل فرودگاه، برج مراقبت در زمان فرود هواپیما آتش‌سوزی را مشاهده و زنگ خطر را به صدا درمی‌آورد و آتش‌نشانی در محل حادثه می‌شود و شعله‌ور شدن هواپیما پنج دقیقه پس از آغاز تخلیهٔ مسافران بوده‌است.

## دربارهٔ هواپیما
هواپیمای این حادثه یک توپولف ۱۵۴ اجاره‌ای و تحت پوشش بیمه‌های کشور خودش بود و بیمه‌های ایران مسئولیتی در قبال آن نداشتند. در طی حادثه هواپیما از ناحیهّ دو بال خود دچار آتش‌سوزی شد و دم و چرخ زیر هواپیما از آن جدا شدند. داخل هواپیما نیز به طول کامل در آتش سوخت و اعلام شد که دیگر قابل استفاده نیست.

## علت حادثه
محسن اسماعیلی، مدیرکل فرودگاه شهید هاشمی‌نژاد مشهد، کم‌توجهی خلبان به دید کم و تذکرات برج مراقبت را علت حادثه اعلام کرد.

## حاشیه‌ها
در پی این حادثه و در پایان جلسه‌ای که در کمیسیون عمران مجلس برگزار شد، نخجوان—معاون حمید بهبهانی (وزیر راه وقت) و مدیر عامل سازمان هواپیمایی کشوری—با عبدالله‌پور (رئیس هواپیمایی تابان) دچار مشاجره شد و به صورت او سیلی زد. روز پس از آن نخجوانی در این باره اظهار داشت: «سوء تفاهمی پیش آمد؛ امروز صبح صورت یکدیگر را بوسیدیم و هیچ مسئله‌ای از این بابت نیست.»